# 5 février 1988
Le vendredi 5 février 1988 est le 36e jour de l'année 1988.

## Naissances
- Alexei Bychenko, patineur artistique israélien
- Chris Summers, joueur de hockey sur glace américain
- Cole House, cycliste américain
- Dennis Horner, joueur de basket-ball américain
- Eric Bicfalvi, joueur de football roumain
- Fırat Kocaoğlu, joueur de football turc
- Federica Mastrodicasa, volleyeuse italienne
- Gaëlle Barlet, cycliste française
- Gordan Bunoza, football bosnien
- Guilherme Oliveira Santos, joueur de football brésilien
- Henri Junghänel, tireur sportif allemand
- Karin Ontiveros, top model mexicaine
- Laura Rogule, joueuse d'échecs
- Leonardo, joueur de football brésilien
- Leone Vorster, nageuse sud-africaine
- Lourens Adriaanse, joueur sud-africain de rugby à XV
- Markus Ragger, joueur d'échecs autrichien
- Meng Fanlong, boxeur chinois
- Natalie Geisenberger, lugeuse allemande
- Olena Novgorodchenko, volleyeuse ukrainienne
- Patrycja Volny, actrice polonaise vivant en France
- Per Günther, joueur de basket-ball allemand
- Philipp Marschall, skieur de fond allemand
- Sergey Nikolaev, coureur cycliste russe
- Undine Lux, chanteuse allemande
- Yacob Jarso, athlète éthiopien, spécialiste du steeple
- Yann Kerboriou, joueur de football français
- Zalina Petrivskaya, athlète moldave

## Décès
- Bryce Walton (né le 31 mai 1918), écrivain américain
- Dorothy Lewis Bernstein (née le 11 avril 1914), mathématicienne américaine
- Emeric Pressburger (né le 5 décembre 1902), réalisateur, scénariste et producteur hongro-britannique
- Lucien Delmas (né le 19 juin 1931), personnalité politique française
- Nini von Arx-Zogg (née le 18 mars 1907), skieuse alpine suisse

## Événements
- Début de la Coupe Davis 1988
- Sortie du film américain L'Insoutenable Légèreté de l'être
- Sortie du film danois de L'Ombre d'Emma
- Sortie du film polonais de La Terre de la grande promesse
- Création du musée Honmè au Bénin
- Sortie du jeu vidéo Shadowland
- Sortie du jeu vidéo The Guardian Legend